# Лала Шахин
Лала Шахин паша (на турски: Lala Şâhin Paşa) (1330 г. – 1389 г.) е османски военачалник и първи бейлербей на Румелия.

## Ранни години
Произхожда от Мала Азия, роден около земите на Бурса през 1330 година. Баща му Абдулмюмюн е сред съратниците на Орхан Гази и взима активно участие в османското завоевание на Витиния. Лала Шахин е роден като християнин, но впоследствие приема исляма заедно с баща си. Това дава шанс да се влее в редовете на османския елит.

## Военна кариера
Шахин се налага като един от най-доверените воини и командири в двора на Орхан I, наследявайки земите и отговорностите на баща си. Назначен е и за личен учител (лала) на престолонаследника Мурад I, като го обучава най-вече в изкуството на войната.
След падането на Галиполи през 1354 г. и възкачването на Мурад I на престола през 1359, Лала Шахин се включва в османското завоевание на Тракия. През 1360 превзема Димотика, а през 1362 г. и Одрин, който става столица на османците до падането на Константинопол през 1453 г. След това Лала Шахин завладява Пловдив (1364 г.) и Боруй (1371 г.) Като командващ румелийските части участва в битката при Черномен през 1371 г., където са разбити силите на крал Вълкашин и деспот Углеша. Завоеванията му продължават в Македония през 1373 г., като в ръцете на Шахин падат Ксанти, Драма, Сяр, Кукуш, Кавала, както и множество по-малки селища. За завоеванията султан Мурад I го награждава с обширен тимар в района на старата столица Бурса и бива назначен за първи бейлербей на Румелия – на практика втория в командването след самия султан.
Начело на румелийските сили, Лала Шахин подновява своите завоевания и през 1382 г., като в продължение на три месеца ръководи обсадата на София. Запазеният негов доклад за софийската крепост и околностите ѝ е важен исторически извор.Успял с хитрост да превземе София, Лала Шахин отваря пътя за османското проникване към Сърбия. Именно срещу Сърбия е следващата кампания, която Мурад възложил на своя пълководец, но сърбите и техните босненски съюзници се оказали далеч по-упорит противник от византийците и българите. Османският военачалник претърпява поражение от войските на сръбския княз Лазар Хребелянович в битката при Плочник (1386) и е разбит от босненските сили, водени от Влатко Вукович Косача в битката при Билеча (1388). През 1389 г. османската армия в пълен състав се среща със сърбите в битката при Косово поле. Двамата владетели – Лазар и Мурад падат в битката, а армиите се оттеглят без ясен победител. Не е сигурно дали Лала Шахин е присъствал на бойното поле, но самия факт че цялата румелийска армия била мобилизирана означава, че бейлербеят вероятно е бил редом до султан Мурад. Смъртта му не може да се определи точно, но през 1393 г. превземането на Търново е поверено на Сюлейман паша, което означава, че Лала Шахин вече не е бил на служба или е починал.

## Последни години
Според Махиел Кил Лала Шахин умира в края на 1389 г., вероятно край Казанлък. По традиционен тогава обичай органите му са погребани в построен на място тухлен мавзолей (запазен в парк „Тюлбето“ в близост до Казанлъшката гробница), а тялото – пренесено в Мала Азия и погребано в гробница (тюрбе) в Кирмасти (днес Мустафакемалпаша), на 70 km западно от Бурса, където вероятни се намирал и тимарът на Лала Шахин. На Лала Шахин е кръстен град Лалапаша в Източна Тракия, Турция.